# Psilochironomus fumeus
Psilochironomus fumeus är en tvåvingeart som först beskrevs av Walley 1934.  Psilochironomus fumeus ingår i släktet Psilochironomus och familjen fjädermyggor.
Artens utbredningsområde är Guyana. Inga underarter finns listade i Catalogue of Life.